# Atlantochrysa
Atlantochrysa is een geslacht van insecten uit de familie van de gaasvliegen (Chrysopidae), die tot de orde netvleugeligen (Neuroptera) behoort.

## Soort
- A. atlantica (McLachlan, 1882)